# Management by glädje
Management by glädje är en bok skriven av Pontus Bodelsson och utgiven 2012 av Liber. Boken bygger på författarens föreläsningar med samma titel.
Boken är en handbok för ledare, och handlar om vikten av ett ledarskap för lust och mening i tider av krav på kontinuerliga förändringsprocesser. För att skapa en effektiv organisation krävs enligt Bodelsson att chefen/ledaren bejakar såväl glädje på (lusten) jobbet som glädje i jobbet (mål och mening).